# Crest View Heights
Crest View Heights es un lugar designado por el censo ubicado en el condado de Tioga en el estado estadounidense de Nueva York. En el Censo de 2020 tenía una población de 1770 habitantes y una densidad poblacional de 558,36  habitantes por km². Fue incluido como CDP en el censo de 2020.

## Geografía
Crest View Heights se encuentra ubicado en las coordenadas 42°04′28″N 76°07′25″O / 42.07444, -76.12361. Según la Oficina del Censo de los Estados Unidos,  tiene una superficie total de 3,17 km², de la cual 3,16 km² corresponden a tierra firme y 0,01 km² a agua.